# Schleicher ASW 28
Die Schleicher ASW 28 ist ein einsitziges Segelflugzeug der FAI-Standardklasse mit 15 m Flügelspannweite in Faserverbundbauweise. Hersteller der ASW 28 ist die Alexander Schleicher GmbH & Co. Ihr Konstrukteur Gerhard Waibel steuerte – wie vor der AS 33 üblich – den Anfangsbuchstaben seines Nachnamens „W“ zur Typenbezeichnung bei.

## Geschichte
Die ASW 28 ist das Nachfolgemodell der weniger erfolgreichen ASW 24, welche wiederum der bekannten ASW 19 folgte. Die ASW 28 ist – wie die Konkurrenzmodelle Rolladen Schneider LS8 und Schempp-Hirth Discus 2 – als ASW 28-18 für die immer beliebter werdende 18-m-Klasse mit 18 m Spannweite erhältlich. Darüber hinaus wird das Flugzeug als ASW 28-18 E auch mit einem Hilfsmotor als Heimkehrhilfe angeboten.
Im Rahmen der Entwicklung der AS 33 erhielt auch die ASW 28 einige Verbesserungen, und die Produktion läuft unter der Bezeichnung ASW 28B weiter. Unter anderem profitieren die Piloten der ASW 28B nun von einem größeren Cockpit, inklusive mehr Bewegungsfreiheit für die Füße. Eine weitere der vielen Änderungen betrifft die Landeeigenschaften, da in der aktuellen Version dreistöckige Bremsklappen verbaut werden, welche noch bessere Landeeigenschaften mit sich bringen.

## Konstruktion
Als Flugzeug der Standardklasse ist das Flugzeug mit festem Profil, Winglets, Einziehfahrwerk und Wasserballast ausgerüstet. Eine Besonderheit an diesem Flugzeug sind die verschiedenen, zum Teil auch gemischt verwendeten, Faser-Kunststoff-Verbunde wie Glasfaser-, Kohlenstofffaser-, Polyethylenfaser- und Aramidfaserverbunde. Dies erlaubt ein niedriges Leergewicht und durch den Wasserballast hohe Variabilität der Flächenbelastung.

## Technische Daten
| Kenngröße                       | Daten 15 m                 | Daten 18 m                 |
| ------------------------------- | -------------------------- | -------------------------- |
| Spannweite                      | 15 m                       | 18 m                       |
| Flügelfläche                    | 10,5 m²                    | 11,88 m²                   |
| Flügelstreckung                 | 21,43                      | 27,27                      |
| Rumpflänge                      | 6,585 m                    | 6,585 m                    |
| Höhe am Leitwerk                | 1,3 m                      | 1,3 m                      |
| Flügelprofil                    | DU 99-146 und DU 99-146MOD | DU 99-146 und DU 99-146MOD |
| Leermasse mit Mindestausrüstung | 235 kg                     | 270 kg                     |
| max. Startmasse                 | 525 kg                     | 575 kg                     |
| min. Flächenbelastung           | 32 kg/m²                   | 29 kg/m²                   |
| max. Flächenbelastung           | 50 kg/m²                   | 48,4 kg/m²                 |
| Manövergeschwindigkeit          | 200 km/h                   | 200 km/h                   |
| Höchstgeschwindigkeit           | 270 km/h                   | 270 km/h                   |
| Mindestgeschwindigkeit          | 72 km/h                    | 71 km/h                    |
| geringstes Sinken               | 0,56 m/s                   | 0,48 m/s                   |
| Gleitzahl                       | 44                         | 47                         |